# Memphis (Nebraska)
Memphis es una villa ubicada en el condado de Saunders en el estado estadounidense de Nebraska. En el Censo de 2010 tenía una población de 114 habitantes y una densidad poblacional de 505,93 personas por km².

## Geografía
Memphis se encuentra ubicada en las coordenadas 41°5′40″N 96°25′59″O / 41.09444, -96.43306. Según la Oficina del Censo de los Estados Unidos, Memphis tiene una superficie total de 0.23 km², de la cual 0.23 km² corresponden a tierra firme y (0%) 0 km² es agua.

## Demografía
Según el censo de 2010, había 114 personas residiendo en Memphis. La densidad de población era de 505,93 hab./km². De los 114 habitantes, Memphis estaba compuesto por el 100% blancos, el 0% eran afroamericanos, el 0% eran amerindios, el 0% eran asiáticos, el 0% eran isleños del Pacífico, el 0% eran de otras razas y el 0% pertenecían a dos o más razas. Del total de la población el 4.39% eran hispanos o latinos de cualquier raza.